# Corticomis
Corticomis is een geslacht van vlinders van de familie Anthelidae.

## Soorten
- C. eupterotioides Van Eecke, 1924
- C. marmorea Van Eecke, 1924